# 찰스 폴레티
찰스 폴레티(Charles Poletti, 1903년 7월 2일, 버몬트주 바레 ~ 2002년 8월 8일, 플로리다주 마르코 아일랜드)은 미국의 정치인으로 뉴욕주 주지사이다.

## 학력
- 하버드 대학교 인문사회 학사
- 하버드 대학교 법학학사

## 경력
- 1937 ~ 1938 뉴욕 대법원 판사
- 1939.01 ~ 1942.12 제49대 뉴욕 부지사
- 1942.12 ~ 1942.12 제46대 뉴욕 주지사

## 역대 선거 결과
| 선거명      | 직책명      | 대수 | 정당   | 득표율 | 득표수      | 결과 | 당락             |
| ----------- | ----------- | ---- | ------ | ------ | ----------- | ---- | ---------------- |
| 1938년 선거 | 뉴욕 부지사 | 49대 | 민주당 | 52.16% | 2,371,479표 | 1위  | 뉴욕 부지사 당선 |
| 1942년 선거 | 뉴욕 부지사 | 50대 | 민주당 | 48.98% | 1,966,982표 | 2위  | 낙선             |